# お熱いのがお好き
『お熱いのがお好き』（おあついのがおすき、英題名: Some Like It Hot）は、ビリー・ワイルダーが監督した、1959年作のアメリカ合衆国のコメディ映画。トニー・カーティス、ジャック・レモン、マリリン・モンロー主演。

## あらすじ

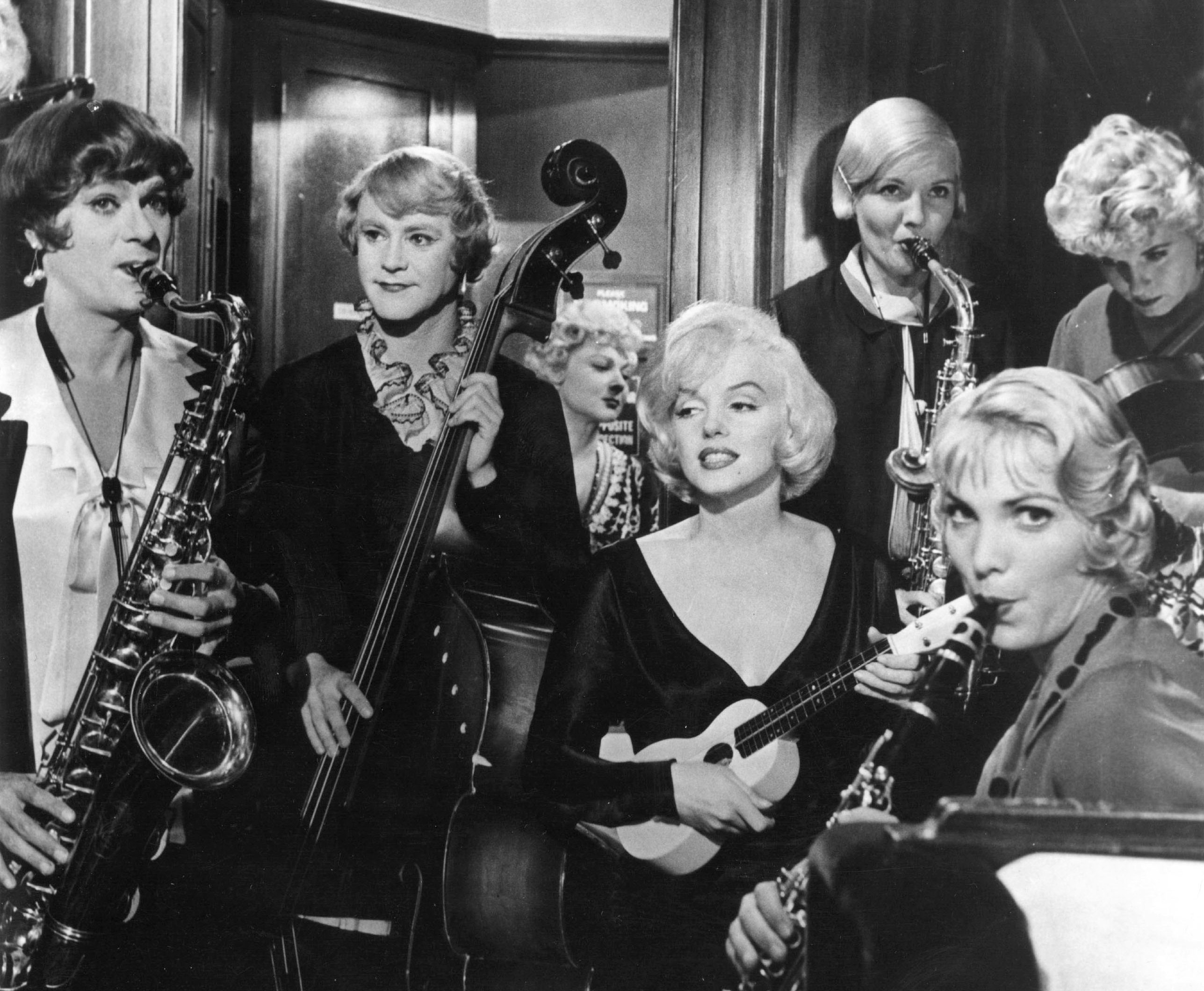
左からトニー・カーティス、ジャック・レモン、マリリン・モンロー

マリリン・モンロー

禁酒法時代のシカゴ。聖バレンタインデーの虐殺を目撃したため、マフィアに追われるサックス奏者のジョー（カーティス）とベース奏者のジェリー（レモン）は、シカゴから逃げ出すために仕事を探すが、団員を募集していたのはフロリダに向かう全員女性の楽団だけだった。
女装してジョセフィン、ダフネとなって女性楽団にもぐりこんだ二人は、その楽団の女性歌手でウクレレ奏者のシュガー（モンロー）に恋をしてしまう。
フロリダでジョーは再び変装し、シェル石油の御曹司「ジュニア」としてシュガーに求愛する。一方ダフネに変装中のジェリーは、本物の大富豪オズグッド3世（ジョー・E・ブラウン）から求婚される。
シカゴからフロリダへ、マフィアの手からうまく逃れたかに見えた二人だが、彼らが滞在するホテルにマフィアの別名団体である「イタリアオペラ愛好会」が訪れる。

## キャスト
| 役名                             | 俳優                  | 日本語吹替 |
| 役名                             | 俳優                  | NETテレビ版 |
| -------------------------------- | --------------------- | --- |
| シュガー・ケーン・コワルチェック | マリリン・モンロー    | 向井真理子 |
| ジョー / ジョセフィン / ジュニア | トニー・カーティス    | 広川太一郎 （落合弘治） |
| ジェリー / ダフネ                | ジャック・レモン      | 愛川欽也 （中尾隆聖） |
| スパッツ・コロンボ               | ジョージ・ラフト      | 大木民夫 （広瀬正志） |
| マリガン警部                     | パット・オブライエン  | 大平透 （向井修） |
| オズグッド・フィールディング3世  | ジョー・E・ブラウン   | 坊屋三郎 （千田光男） |
| リトル・ボナパルト               | ネヘマイア・パーソフ  | 雨森雅司 |
| スウィート・スー                 | ジョーン・ショウリー  | 幸田弘子 |
| シグ・ポリアコフ                 | ビリー・グレイ        | |
| つまようじのチャーリー           | ジョージ・E・ストーン | 永井一郎 |
| ビーンストック                   | デイヴ・バリー        | 塩見竜介 |
| 不明 その他                      |                       | 北山年夫 渡部猛 小宮山清 細井重之 WOWOW追加録音版キャスト 野村須磨子 五王四郎 浦山迅 森口芽衣 奈賀毬子 栗山拓也 鈴木美穂 佐々木啓夫 |
|                                  |                       | |
| 演出                             | 演出                  | 内池望博 |
| 翻訳                             | 翻訳                  | 篠原慎 |
| 効果                             |                       | |
| 調整                             |                       | |
| 制作                             | 制作                  | 東北新社 |
| 解説                             |                       | |
| 初回放送                         | 初回放送              | 1967年9月3日 『日曜洋画劇場』 |

※日本語吹替はDVD&BD収録
※（）内はWOWOW追加録音分のキャスト

## 主な受賞歴

### アカデミー賞
受賞
アカデミー衣装デザイン賞 白黒部門（オリー・ケリー）
ノミネート
アカデミー監督賞:ビリー・ワイルダー
アカデミー主演男優賞:ジャック・レモン
アカデミー脚色賞:ビリー・ワイルダー、I・A・L・ダイアモンド
アカデミー撮影賞 (白黒部門):チャールズ・ラング
アカデミー撮影賞 (白黒部門):テッド・ハワース(美術監督)、エドワード・G・ボイル(装置)

### ゴールデングローブ賞
受賞
ゴールデングローブ賞 作品賞 (ミュージカル・コメディ部門)
ゴールデングローブ賞 主演男優賞 (ミュージカル・コメディ部門):ジャック・レモン
ゴールデングローブ賞 主演女優賞 (ミュージカル・コメディ部門):マリリン・モンロー

### 英国アカデミー賞
受賞
男優賞 国外部門:ジャック・レモン
ノミネート
作品賞 総合部門

### アメリカ映画協会
受賞
（AFI）選出「アメリカ喜劇映画ベスト100」第1位

## エピソード
- タイトルはマザー・グースの『Pease Porridge Hot（英語: Pease Porridge Hot）』（熱々の豆がゆ）の一節に由来する。日本の「せっせっせ」に似た手遊び歌で、Some like it hot / Some like it cold / Some like it in the pot / Nine days old「お熱いのが好きな人もいれば　冷たいのが好きな人もいる　中には9日前から鍋に残っているのが好きな人もいる」という意味。
- 「完全な人はいない」（Well, nobody's perfect.）はアメリカ映画の名セリフベスト100の48位に選ばれた。
- 企画当初はフランク・シナトラとミッチー・ゲイナーが主演の予定であったが、監督のワイルダーが本作のようなコメディ映画にピッタリのジャック・レモンを見つけ、主演の一人に推薦した。
- ヒロイン役のモンローは当初この映画が、カラー映画だと思っていたのだが白黒映画だと知った途端に不機嫌になったという。監督のワイルダー曰く制作費が不足していたからではなく、カーティスとレモンの女装がカラーで映ると非難の対象となるので、白黒にしたと語っている。
- 関係者曰く、現場でのトラブルの原因は99%モンローにあったと語っている。撮影当時はモンローの精神状態が不安定で、遅刻を繰り返し、撮影所に来ても楽屋から出てこないなどの奇行が続いた。また、化粧室からなかなか出てこないので、呼びに来た助監督に対して「くたばれ!!」と怒鳴りつけたこともある。撮り直しをする度に演技が良くなっていき、撮影が終了して帰りかける頃になると、誰よりも元気であったという。カーティスはモンローとのキスシーンについて「ヒトラーとキスしたようなものだ」とコメントするなど（カーティス本人はこの発言を否定している）、撮影現場は混乱を極めた。ワイルダーも撮影後に「マリリンとはもう二度と仕事をしたくない」と発言した。（ワイルダーは『七年目の浮気』撮影後も同様の発言をしており、彼女に辟易しつつもコメディエンヌとしての才能は認めていた。事実、モンローが死ぬ直前にも彼女の次回作の候補として3度目の監督作の企画が進んでいた。）ただし、この頃モンローは妊娠していたことと、夫（アーサー・ミラー）がワシントンで査問を受けていたことが重なって情緒不安定となっていたという見方もあった。
- 2002年にミュージカルTony Curtis in Some Like It Hotがアメリカ各地で上演され、トニー・カーティスがジェリーに恋をする大富豪オズグッド役で再び主演した。
- 当時使われていたスチール写真や宣伝用ポスターは、モンローが妊娠していたため、モンローの顔と出演者の一人の身体を合わせたものであった[1]。
- トニー・カーティスとジャック・レモンは6年後の『グレートレース』でも共演している。
- 清水俊二 はモンローのセリフにあった“You know, Bryn Mawr, Vasser."（ブリンマー大学もヴァッサー大学も有名女子大学）を「聖心から学習院を出たのよ」と意訳した。ミッチーブーム から生まれた名訳とされる。
- モンローが歌った主題歌「アイ・ウォナ・ビー・ラヴド・バイ・ユー」は後世にも有名になり、バラエティ番組のお色気シーンなどのBGMによく用いられる。